# Koeienvanger

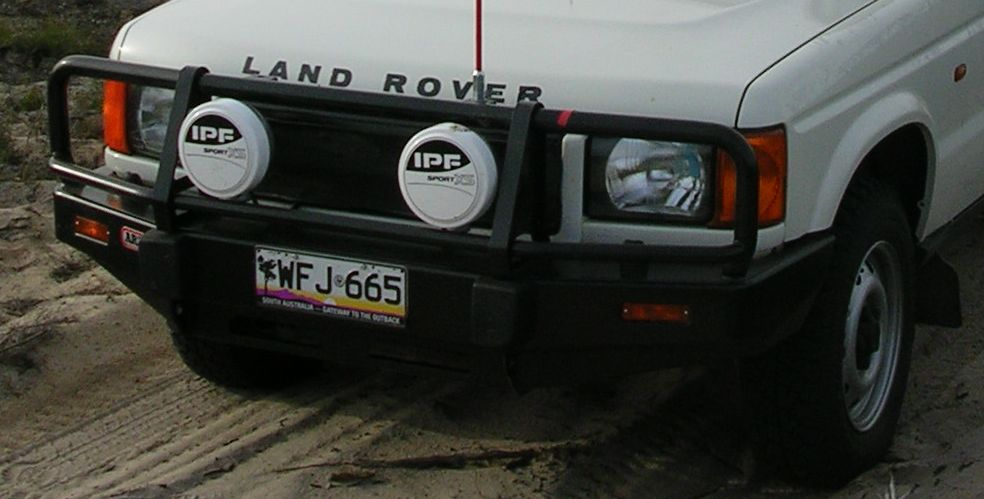
Een koeienvanger op een Land Rover Discovery voorzien van koplampen

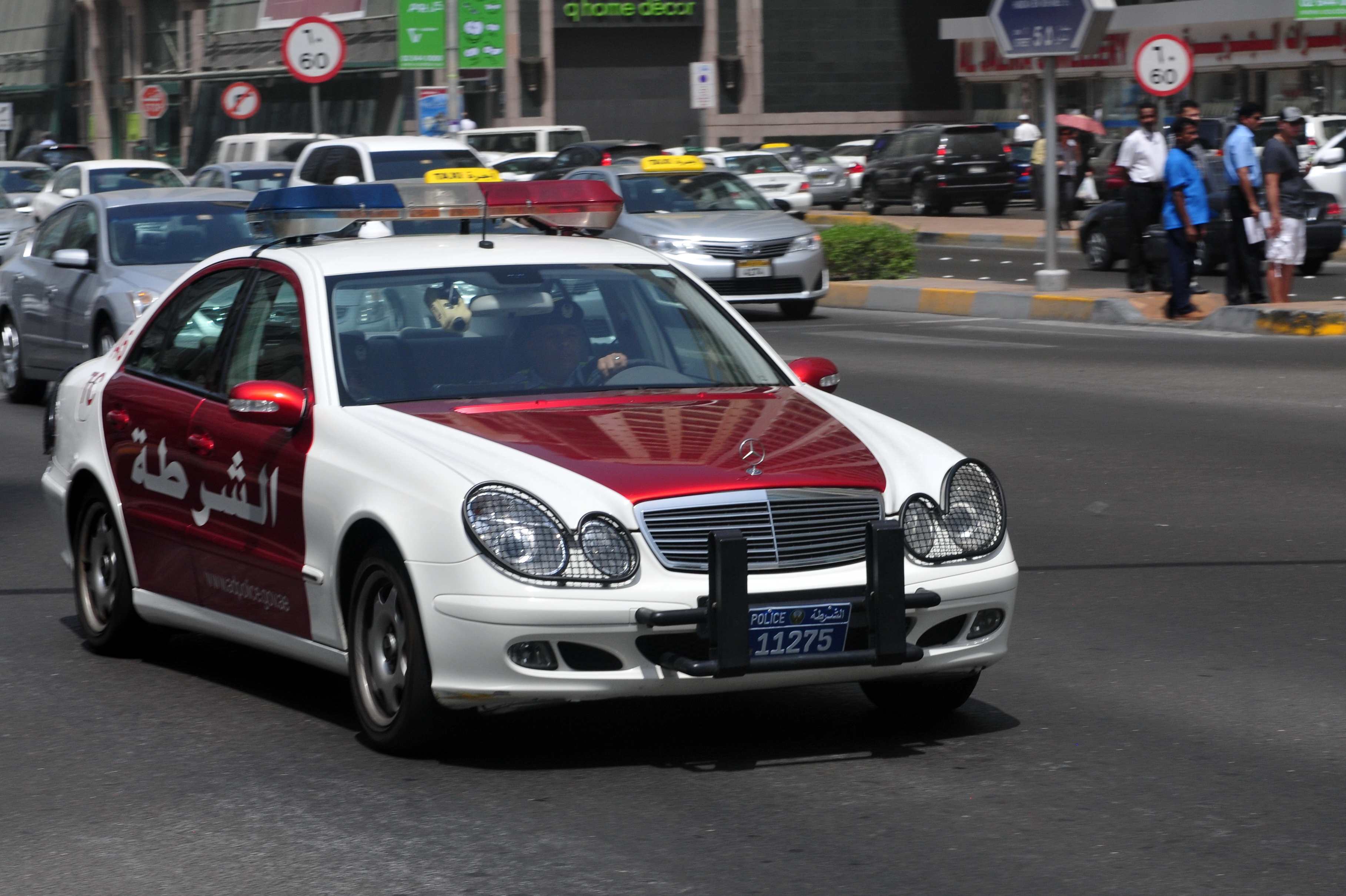
Koeienvanger op een politiewagen in Abu Dhabi

Een koeienvanger (Engels: bullbar) is een frontbeschermingsinrichting aan de voorzijde van een voertuig, om schade bij aanrijdingen te vermijden. Er zijn onopzettelijke aanrijdingen met dieren en opzettelijke aanrijdingen door politievoertuigen. Koeienvangers verschillen sterk in grootte en vorm. Traditioneel worden koeienvangers vervaardigd van gelaste stalen of aluminium buizen, maar er zijn ook gegoten polycarbonaat of polyetheen varianten. Het woord koe in de naam verwijst naar het vee dat in landelijke gebieden soms op de openbare weg loopt.
Onderzoek heeft aangetoond dat het gebruik van koeienvangers leidt tot een verhoogd risico op overlijden of ernstig letsel bij voetgangers. Dit komt doordat een koeienvanger onbuigzaam is en daardoor alle stootbelasting op de voetganger overbrengt, in tegenstelling tot een bumper die enigszins vervormt en verkreukelt. Vanwege het aantal doden ten gevolge van deze onbuigzame frontbeschermingsinrichtingen (jaarlijks 2000 doden en 18000 ernstige ongelukken in Europa, volgens Britse studies) werd de verkoop van metalen frontbeschermingsinrichtingen die niet voldoen aan de EU-richtlijnen verboden.

## Toepassingen

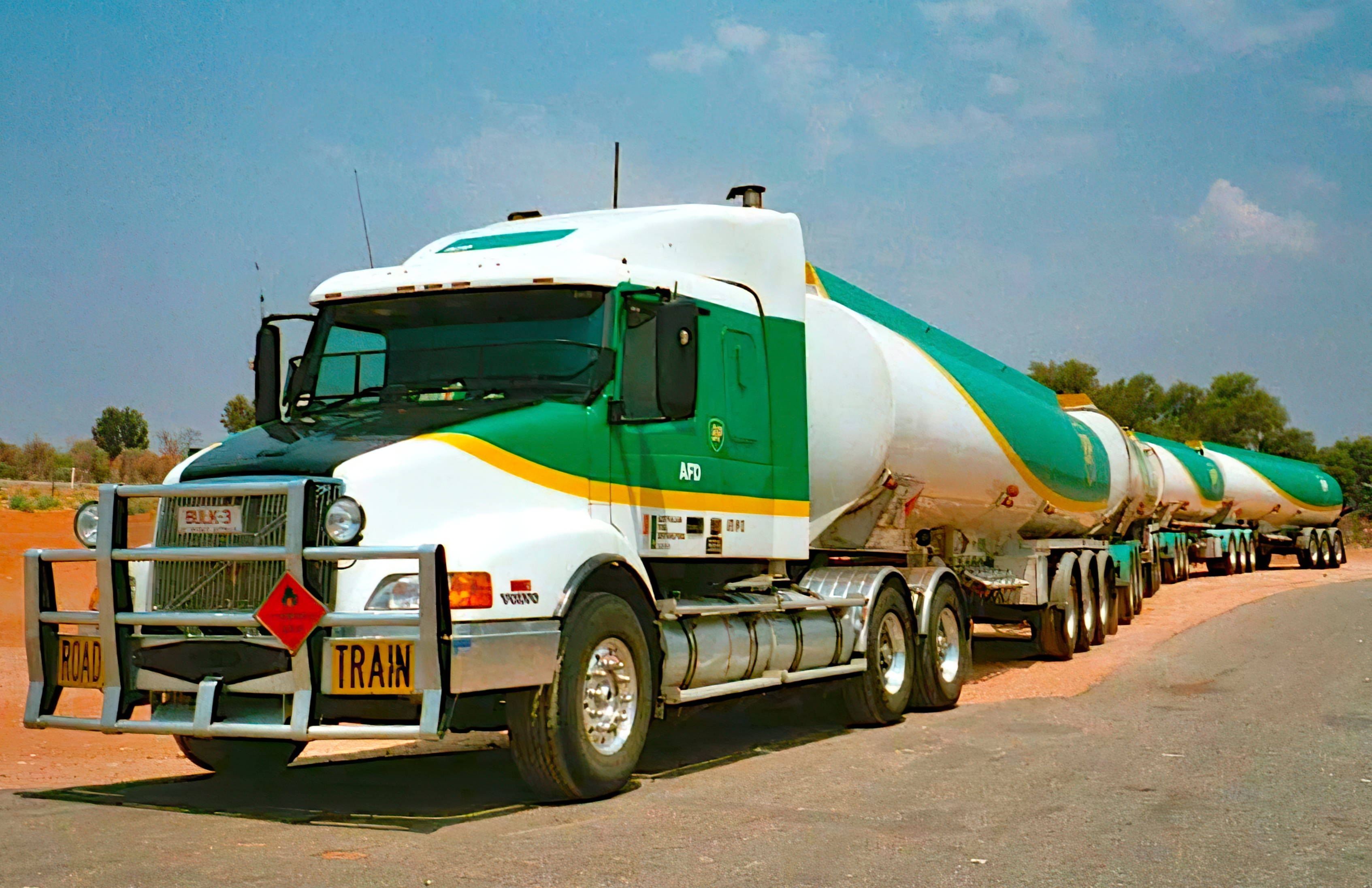
´Roo bars´ gemonteerd op een Volvo NH15-road train

In gebieden waar veel vee aanwezig is en waar vierwielaangedreven auto´s gebruikt worden, komen grotere stalen koeienvangers relatief vaak voor. Hoewel oorspronkelijk bedoeld als veiligheidsmaatregel, zijn koeienvangers later tevens populair geworden als cosmetische accessoire. Dit is voornamelijk het geval bij terreinwagens en suv´s.
Koeienvangers worden soms gebruikt om koplampen of een treklier op te monteren. Ook worden antennes voor 27 MC-radio's regelmatig bevestigd aan een koeienvanger, hoewel montage op het autodak een betere ontvangst biedt.
Bij politieauto´s wordt soms een frontbeschermingsinrichting bevestigd aan het chassis, zodat het voertuig gebruikt kan worden als stormram voor eenvoudige bouw- en hekwerken, of om andere voertuigen van de weg te duwen.
In Australië vormen kangoeroes in de outback een risico voor verkeersongevallen. Daarom wordt een koeienvanger in Australië een (kanga)roo bar genoemd.